# 星槎グループ
一般社団法人星槎グループ（せいさグループ）は、神奈川県に本部を置く、日本の一般社団法人。「人を認める・人を排除しない・仲間を作る」という三つの約束を掲げ、共生社会実現に向けて幅広く教育・社会貢献活動を展開している。

## 沿革
- 1972年 - 鶴ヶ峰セミナー(現・ツルセミ) 設立
- 1981年 - 学校法人長谷川学園 設立
- 1986年 - ピーターパン幼稚園開園
- 1987年 - 横浜国際福祉専門学校 開校
- 1995年
  - 国際宮澤教育財団 設立
  - 横浜・ブータン王国友好協会 設立
- 1998年 - LD発達相談センターかながわ 設立
- 1999年
  - 農業生産法人 有限会社 星の島 設立
  - 星槎国際高等学校 開校[1]
  - 有限会社湘南マジックウェイブ 設立
- 2000年 - NPO法人フトゥーロ 設立
- 2001年 - 社会福祉法人星槎 設立
- 2003年 - 青葉台幼稚園 開園
- 2004年 - 星槎大学 開学
- 2005年 - 星槎中学校 開校
- 2006年
  - 星槎高等学校 開校
  - 青葉台保育園 開園
- 2007年
  - 星槎総合教育研究所 開所
  - NPO法人創作和太鼓集団打鼓音 設立
- 2010年 - 一般財団法人世界こども財団
- 2011年 - ティンクル上野川保育園 開園
- 2012年 - 星槎名古屋中学校 開校
- 2013年 - NPO法人 星槎さっぽろ教育センター 開設
- 2014年
  - 星槎もみじ中学校 開校
  - 日本教育大学院大学 運営開始
- 一般社団法人外国人介護福祉協会 設立
- 2015年
  - 医療・教育未来創生研究所 設立
  - 世界こども財団が公益財団法人として認可
- 2016年 - 神奈川県青年海外協力隊支援協会 設立
- 2017年 - 星槎グループが一般社団法人として認可
- 2019年 - 宇宙航空研究開発機構（JAXA）宇宙教育センターと宇宙教育活動に関する協定を締結[2][3]

## 法人

### 学校法人
- 学校法人国際学園
- 学校法人北海道星槎学園
- 学校法人星槎
- 学校法人星槎こども園KIDS planet

### NPO法人
- 星槎教育研究所
- フトゥーロ
- 打鼓音
- 劇団新制作座
- 星槎さっぽろ教育センター

### 農業生産法人
- 星の島

### 公益財団法人
- 世界こども財団

### 社会福祉法人
- 社会福祉法人星槎

### 一般社団法人
- 星槎湘南大磯総合型スポーツクラブ
- 星槎箱根仙石原総合型スポーツクラブ
- スペースウェザー協会
- 外国人介護福祉士協会

### 有限会社
- 湘南マジックウェイブ
- ラフトプロジェクト合同会社